# Нотабли
Нотабли (фр. notables, от лат. notabilis — значительный, выдающийся) — во Франции XIV—XVII вв. члены собрания (собрание нотаблей — фр. assemblée des notables), созываемого королём для обсуждения финансовых, административных и других государственных вопросов. В отличие от Генеральных штатов, нотабли назначались королём из числа видных представителей дворянства, высшего духовенства, городских верхов. Собрания нотаблей имели совещательные функции, подменяя собой собрания Генеральных штатов. Несмотря на то, что собрание было послушно воле короля, накануне Великой французской революции оно отклонило правительственные проекты, нарушавшие налоговые привилегии дворянства и духовенства.